# Hébrides
Pour les articles homonymes, voir Hébrides (homonymie).
Les Hébrides (/le.z‿e.bʁid/ ; en gaélique écossais : Na h-Innse Gall ; en anglais : Hebrides) sont un archipel du Royaume-Uni. Situé au sud de la mer d'Écosse, cet archipel comprend les Hébrides intérieures (Na h-Eileanan a-staigh) et les Hébrides extérieures (Na h-Eileanan Siar), séparées par la mer des Hébrides et le Little Minch. Ces îles ont une longue histoire de peuplement remontant au Mésolithique et leurs cultures ont été successivement influencées par les peuples de langues celtiques, nordiques et anglophones. Cette diversité se traduit dans la toponymie.
Les Hébrides ont été une grande source d’inspiration de la littérature en gaélique écossais et de la musique gaélique. Aujourd'hui, l'économie des îles dépend de petites exploitations agricoles, de la pêche, du tourisme, de l'industrie pétrolière et des énergies renouvelables. Les Hébrides ont une moindre biodiversité que le reste de l'Écosse, mais abritent une présence significative de phoques et d'oiseaux de mer.

## Toponymie
La plus ancienne référence littéraire aux Hébrides figure dans l'Histoire naturelle de l'écrivain romain Pline l'Ancien, parue entre 77 et 79 ap. J.-C. Dans ce traité, Pline affirme qu'il y a trente Hebudes, qu'il distingue de Dumna, terme qui désigne les Hébrides extérieures selon William J. Watson. Vers 140-150, dans sa description des récentes expéditions navales du général Agricola, le géographe Claude Ptolémée mentionne cinq Ebudes (peut-être les Hébrides intérieures) et Dumna, ,. On trouve les formes Hebudes et Hæbudes chez des auteurs latins ultérieurs, comme Solin.
Le nom Ebudes cité par Ptolémée pourrait être d'origine pré-celtique. Il mentionne Islay sous le nom d'Epidion, toponyme apparemment dérivé du nom de la tribu des Epidii (en), qui pourrait être brittonique ou picte, la racine n'étant pas gaélique. Alex Woolf suggère que Ebudes soit une adaptation phonétique irlandaise du nom Epidii, plutôt qu'une traduction à proprement parler, et que ce nom provienne de la racine epos « cheval ». Watson note également des liens possibles entre Ebudes et Ibdaig, un nom tribal d'Ulaid, ou Iubdán, un nom de roi attesté dans la Silva Gadelica.
Les noms des autres îles reflètent leur histoire linguistique complexe. La plupart sont nordiques ou gaéliques, mais plusieurs pourraient avoir des origines pré-celtiques. Au VIIe siècle, l'abbé d'Iona Adomnán mentionne les îles de Colosus (Colonsay) et Ethica (Tiree), deux noms qui remontent peut-être à des racines pré-celtiques. Skye est un nom à l'étymologie complexe, qui remonte peut-être lui aussi à l'époque pré-celtique. Le nom norrois de Lewis, Ljoðhús, pourrait signifier « maison de la chanson », mais cette interprétation reste débattue, et le nom n'est semble-t-il pas d'origine gaélique.
La première tentative connue d'établir la liste complète des noms des îles Hébrides sous forme écrite est celle de Donald Monro, en 1549. Cette liste fournit également dans certains cas la plus ancienne forme écrite du nom de l'île.

## Géographie

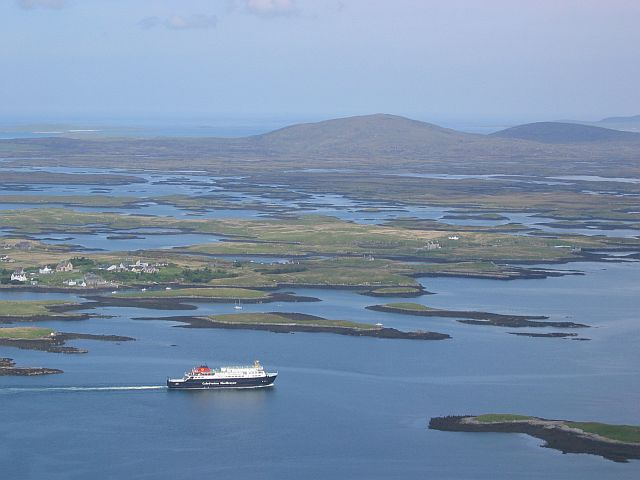
Un ferry de la Caledonian MacBrayne, le MV Hebrides, quittant Lochmaddy pour Skye.

### Topographie
Les Hébrides peuvent être divisées en deux groupes principaux d’îles, séparés l'un de l'autre par The Minch au nord, le détroit The Little Minch au centre et la mer des Hébrides au sud. Au total, les îles ont une superficie d'environ 7 285 km2 et une population de 53 128 habitants.
- Les Hébrides intérieures se trouvent à proximité de la Grande-Bretagne et comprennent notamment les îles Islay, Jura, Skye, Mull, Raasay, Staffa et les îles Small. Le recensement de 2011 indique que trente-sept de ces îles ont des résidents à l’année, soit une population de 15 105 habitants pour les îles rattachées au council area d’Argyll and Bute et de 10 349 habitants pour celles rattachées à celui de Highland, soit un total de 25 444 habitants[11].
- Les Hébrides extérieures forment une bande de plus de cent îles et îlots situés à environ 65 km à l'ouest de la Grande-Bretagne. Les îles principales sont Barra, Benbecula, Berneray, South Uist, Saint-Kilda et l’île de Lewis et Harris. Cette dernière est géographiquement une seule île, avec Lewis au nord et Harris au sud. C’est la plus grande île d’Écosse et la troisième des îles britanniques, après la Grande-Bretagne et l’Irlande[12]. Le recensement de 2011 indique que quatorze de ces îles ont des résidents à l’année, soit une population de 27 684 habitants[11].

Il existe diverses descriptions de l’étendue des Hébrides. Collins Encyclopedia of Scotland décrit les Hébrides intérieures comme étant « à l'est du Minch », ce qui inclurait toutes les îles au large de l’Écosse, sans exception. Or plusieurs îles se trouvent dans des lochs marins telles que Eilean Bàn et Eilean Donan qui ne devraient normalement pas être considérées comme faisant partie des Hébrides, mais aucune définition formelle n'existe,,. Les Hébrides ne sont pas les seules îles d'Écosse, celle-ci comprenant aussi les archipels des Shetland et des Orcades ainsi que les îles du Firth of Clyde. Dans le passé, les Hébrides extérieures étaient souvent appelées « Long Isle » (An t-Eilean Fada). Aujourd'hui, elles sont aussi connues sous le nom d'« îles occidentales », même si cette appellation peut également s’appliquer aux Hébrides en général.
La plupart des îles ne s'atteignent que par la mer. La traversée en ferry d'Oban à Lochboisdale prend environ cinq heures.

### Climat
Les Hébrides ont un climat tempéré frais qui est remarquablement doux et stable pour une telle latitude nord, en raison de l'influence du Gulf Stream. Dans les Hébrides extérieures, la température moyenne est de 6 °C en janvier et de 14 °C en été. La moyenne des précipitations annuelles à Lewis est de 1 100 mm et les heures d'ensoleillement vont de 1 100 à 1 200 heures par an. Les jours sont relativement longs en été et la période la plus sèche va de mai à août.

### Géologie
Les Hébrides ont une géologie très variée, allant des strates datant du Précambrien, qui sont parmi les roches les plus anciennes en Europe, aux roches magmatiques du Paléogène,,.

### Faune et flore
À certains égards, les Hébrides manquent de biodiversité par rapport à la Grande-Bretagne ; par exemple, elles ont moitié moins d’espèces de mammifères. Cependant, ces îles fournissent des aires de reproduction pour de nombreuses espèces importantes d’oiseaux de mer, y compris la plus grande colonie de Fou de Bassan au monde. La vie aviaire inclut le râle des genêts, le plongeon catmarin, le pigeon biset, la mouette tridactyle, le guillemot à miroir, le macareux moine, le garrot à œil d'or, l’aigle royal et le pygargue à queue blanche,. Le dernier nommé a été réintroduit à Rùm en 1975 et s'est disséminé avec succès dans les diverses îles voisines, y compris Mull. Il y a une petite population de crave à bec rouge concentrée sur les îles d’Islay et Colonsay.
Le cerf élaphe est commun sur les collines. Le phoque gris et le phoque commun sont présents le long des côtes d'Écosse et leurs colonies sont strictement protégées, en particulier dans leurs zones de reproduction,. Les cours d'eau douce sont riches en truite commune, saumon atlantique et musaraigne d'eau,. Au large, le petit rorqual, l’épaulard, le requin pèlerin, le marsouin et le dauphin peuvent être rencontrés.

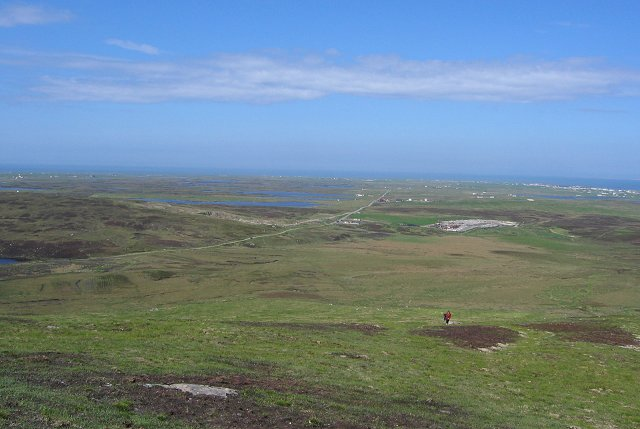
Vue sur la lande de l’île de Benbecula.

La lande renferme de la Callune, de la bruyère cendrée, de la bruyère des marais, de la myrte des marais et de la fétuque en abondance et il y a une diversité de plantes arctiques et alpines, y compris des sagines et de la Minuartia.
Le Loch Druidibeg (en) sur South Uist est une réserve naturelle nationale (en) détenue et gérée par le Scottish Natural Heritage. La réserve couvre 34 km², y compris le loch d’eau douce éponyme, et plus de 200 espèces de plantes à fleurs y ont été recensées, dont certaines sont rares au niveau national. South Uist est considérée comme la meilleure zone de conservation au Royaume-Uni pour la plante aquatique Najas flexilis, qui est une espèce européenne protégée (en),.
Le hérisson commun est allochtone dans les Hébrides extérieures — il y a été introduit dans les années 1970 pour réduire les parasites dans les jardins — et sa propagation menace les œufs d'échassiers qui nichent au sol. En 2003, le Scottish Natural Heritage a entrepris des abattages de hérissons dans la région, mais ceux-ci ont été arrêtés en 2007 en raison de manifestations ; les animaux piégés sont depuis lors transférés en Grande-Bretagne,.

## Histoire

### Préhistoire

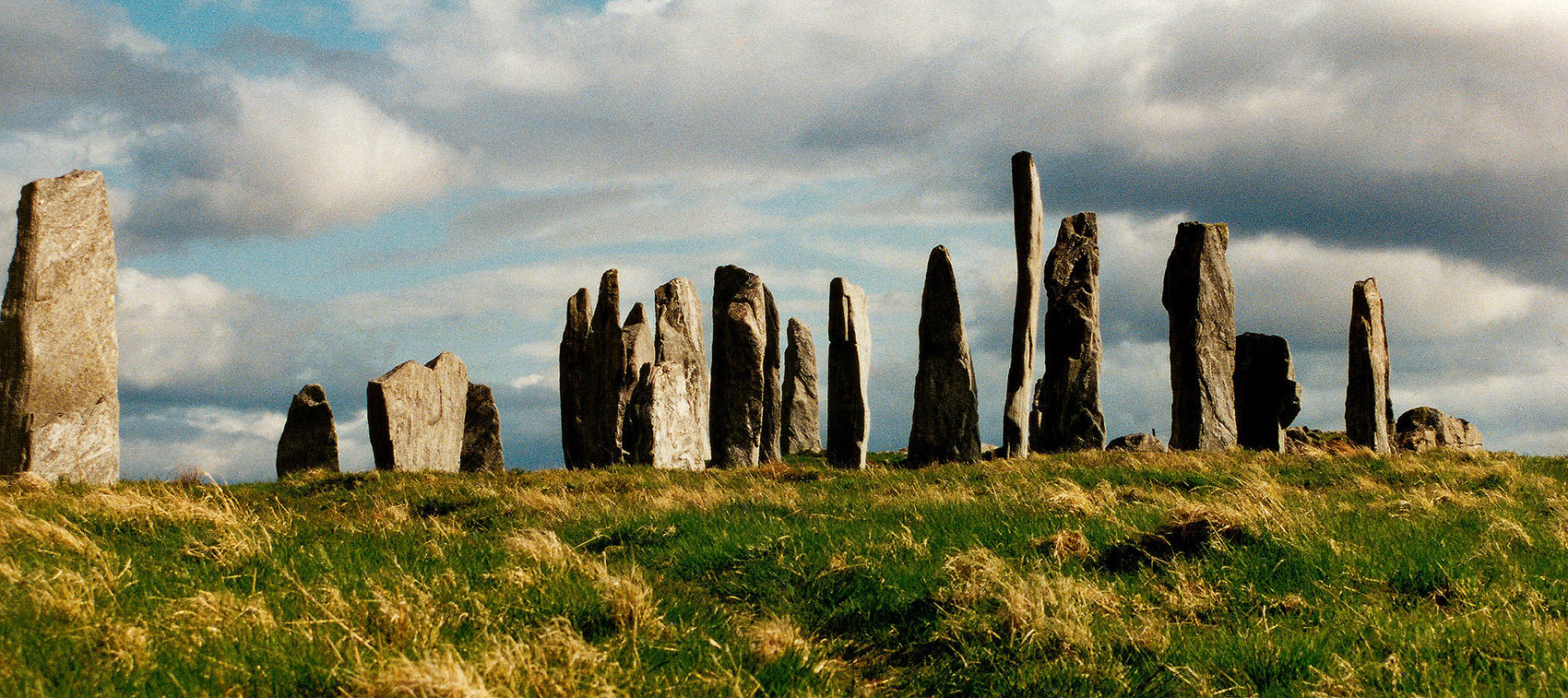
Cercle de pierres du site mégalithique de Calanais (Callanish).

Le peuplement des Hébrides débute au cours du Mésolithique, vers 6500 av. J.-C. au plus tard, une fois les conditions climatiques suffisamment améliorées pour permettre l'établissement humain. Un site sur l'île de Rùm est daté de 8590 ± 95 années radiocarbone non corrigées avant le présent, ce qui en fait l’une des plus anciennes traces humaines en Écosse,. De nombreuses structures datant du Néolithique subsistent, comme les pierres levées de Calanais, édifiés au IIIe millénaire av. J.-C. Le site de l’âge du bronze de Cladh Hallan (en), sur South Uist, a livré les seules momies préhistoriques connues du Royaume-Uni,.

### Époque celte

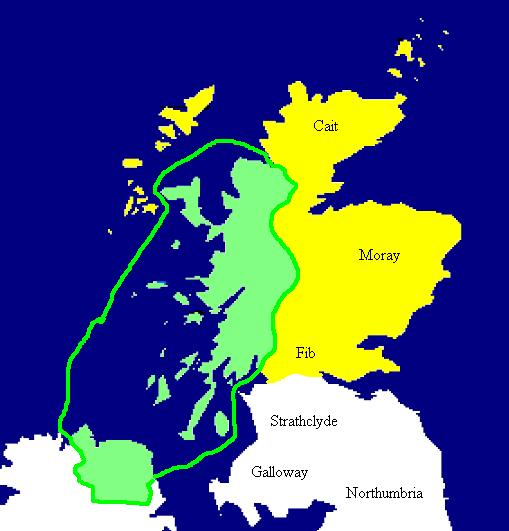
Carte de Dal Riada à son apogée, vers 580-600 EC. Les régions pictes sont en jaune.

En 55 ap. J.-C., l'historien grec Diodore de Sicile mentionne une île appelée Hyperborée (« au-delà du vent du Nord ») où se dresse un temple rond d’où la lune apparaît à une petite distance au-dessus de la terre tous les 19 ans. Il pourrait, par hypothèse, s’agir du cercle de pierres de Callanish. Quelques années plus tard, un voyageur nommé Démétrius de Tarse raconte à l'écrivain grec Plutarque le récit d'une expédition sur la côte ouest de l'Écosse en 83 EC ou peu avant. Il décrit un voyage morne au milieu d’îles inhabitées, sauf une, qu'il dit avoir visité et dont il ne cite pas le nom, qui sert de retraite à des saints hommes. Il ne mentionne cependant pas de druides.
Les premiers documents écrits indigènes remontent au VIe siècle, avec la fondation du Dal Riada. Ce royaume englobe les Hébrides intérieures et s'étend également sur l'Ouest de l'Écosse proprement dite et le Nord de l'Irlande. Le monastère fondé sur l'île d’Iona par saint Colomba lui assure un rôle prépondérant dans la christianisation du Nord de la Grande-Bretagne. D'autres abbayes voient également le jour à Lismore, Eigg, Hinba et Tiree, entre autres. Au nord du Dal Riada, les Hébrides extérieures sont théoriquement sous le contrôle des Pictes, mais les sources écrites à leur sujet sont rares. La domination des rois des Pictes ne se fait probablement guère ressentir dans les archipels qui entourent l'Écosse.

### Domination norvégienne

Le royaume des îles vers l’an 1100 EC.

Les raids des Vikings sur les côtes écossaises commencent vers la fin du VIIe siècle. Dans les décennies qui suivent, les Hébrides tombent sous leur contrôle et commencent à être colonisées, en particulier après la victoire de Harald à la Belle Chevelure à la bataille de Hafrsfjord en 872,. Dans les Hébrides extérieures, le milieu du IXe siècle est marqué par Ketill au Nez plat, qui se constitue un royaume insulaire substantiel et noue des alliances avec d'autres chefs vikings. La suzeraineté norvégienne sur ces princes vikings est avant tout théorique.
Le contrôle norrois des Hébrides est officialisé par le roi écossais Edgar, qui reconnaît la souveraineté de Magnus III de Norvège sur ces îles en 1098. Cette reconnaissance fait suite à une campagne éclair de Magnus dans les Orcades, les Hébrides et l'île de Man. En s'emparant de ces îles, le roi norvégien parvient à y imposer son autorité, non sans douleur : son scalde Bjorn Cripplehand rapporte que « le feu a dansé haut dans le ciel » sur Lewis lorsque « les flammes jaillissait des maisons », et que dans les Uists « l'épée du roi était teintée de rouge, plongée dans le sang, ».
Les Hébrides font dès lors partie du royaume de Man et des Îles, dont les dirigeants sont des vassaux des rois de Norvège. Cette situation prend fin en 1156, date à laquelle un seigneur de guerre d'ascendance mixte (Gall Gàidheal), Somerled, s'empare des Hébrides intérieures, tandis que les Hébrides extérieures restent sous contrôle norvégien. Elles le restent encore pendant cent dix ans. Après la désastreuse expédition menée par Håkon IV de Norvège en 1263, le royaume d'Écosse obtient les Hébrides extérieures et l'île de Man par le traité de Perth, en 1266. La période norroise qui s'achève alors a laissé davantage de traces dans l'anthroponymie et la toponymie des Hébrides que dans l'archéologie, qui a néanmoins livré des objets comme les figurines de Lewis, des figurines d'un jeu d'échecs du XIIe siècle.

### Domination écossaise

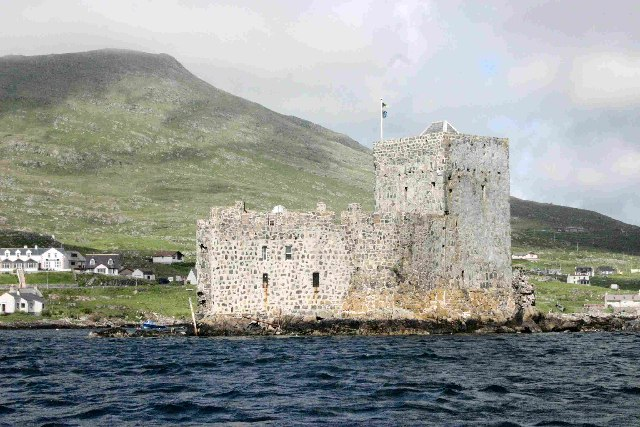
Le château de Kisimul, l’ancien siège du Clan MacNeil, à Castlebay, sur l’île de Barra.

À l'approche de la fin de l'ère nordique, les princes nordiques furent graduellement remplacés par des chefs de clan écossais de langue gaélique, tels que les clans MacLeod de Lewis et Harris, MacDonald et MacNeil de Barra,,. Cette transition n’a pas soulagé les îles des conflits internes, mais à partir du début du XIVe siècle, le seigneur des Îles en titre, le chef du clan MacDonald, basé sur Islay, devint en théorie le seigneur féodal des chefs de clan et réussit à exercer un certain contrôle.
Les seigneurs des îles gouvernèrent les Hébrides intérieures ainsi qu'une partie de l’Ouest des Highlands comme vassaux du roi des Écossais. Et ce jusqu'à ce que John II MacDonald, quatrième seigneur des îles, ruine la puissante position de sa famille, en se révoltant contre le roi d'Écosse et, sortant affaibli de ce conflit, se voie retirer ses titres et une partie de ses terres. Angus II MacDonald, fils illégitime et successeur autoproclamé de son père John, qu’il avait chassé pour sa faiblesse face au roi, se révolte à son tour. Jacques IV d'Écosse, exaspéré, mettra un terme à cette rébellion et confisquera les terres de la famille en 1493.
En 1598, le roi Jacques VI a autorisé certains gentilshommes aventuriers de Fife (en) à civiliser « la très barbare île de Lewis ». Ayant d’abord réussi, les colons furent chassés par les forces locales commandées par Murdoch et Neil MacLeod, qui étaient basées sur l’îlot Bearasaigh dans le Loch Ròg. Les colons firent une nouvelle tentative sans succès en 1605, puis une troisième fois en 1607 où ils réussirent et ultérieurement Stornoway devint un burgh de baronnie,. À cette époque, Lewis était occupée par les Mackenzies de Kintail (plus tard comtes de Seaforth), qui adoptèrent une approche plus éclairée, investissant en particulier dans la pêche. Les inclinations royalistes des Seaforth conduisirent Oliver Cromwell à mettre en garnison des troupes sur Lewis pendant les guerres des Trois Royaumes ; ces troupes détruisirent l'ancien château de Stornoway.

### Époque britannique

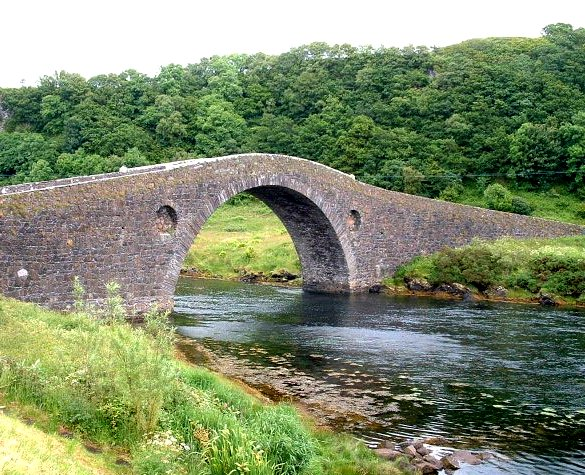
Clachan Bridge conçu par Thomas Telford, entre la Grande-Bretagne et l’île de Seil, également appelé « pont sur l'Atlantique », a été construit en 1792.

Avec la mise en œuvre du traité d'Union en 1707, les Hébrides devinrent partie intégrante du nouveau royaume de Grande-Bretagne, mais la loyauté des clans envers un monarque éloigné n'était pas solide. Un nombre considérable d'iliens se rangea derrière le jacobite comte de Mar dans la rébellion jacobite de 1715 puis de nouveau dans celle de 1745, y compris les clans Macleod de Dunvegan et MacLea de Lismore,. Les conséquences de la décisive bataille de Culloden, qui a effectivement mis fin aux espoirs jacobites d'une restauration des Stuart, furent durement ressenties. La stratégie du gouvernement britannique fut de séparer les chefs de clan de leurs parents et de transformer leurs descendants en propriétaires terriens anglophones dont la préoccupation principale serait le revenu rapporté par leurs possessions plutôt que le bien-être de ceux qui y habitaient. Cela a peut-être ramené la paix dans les îles, mais le prix à en payer fut élevé au siècle suivant. À la suite de la rébellion, le système des clans a été brisé et les Hébrides sont devenues une série de domaines fonciers,.
Le début du XIXe siècle fut une période d'améliorations et de croissance démographique. Des routes et des quais furent construits ; les exploitations d’ardoise devinrent des employeurs importants sur Easdale et les îles environnantes ; et la construction des canaux calédonien et de Crinan, ainsi que d’autres ouvrages d'ingénierie tels que le « pont sur l'Atlantique » de Thomas Telford améliorèrent les transports et les accès. Cependant, au milieu du XIXe siècle, les Hébrides ont été dévastées par les défrichements, qui ont détruit des communautés entières dans les Highlands et sur les îles, au fur et à mesure que les populations étaient expulsées et remplacées par des fermes ovines. La situation a été exacerbée par la faillite de l'industrie du varech dans les îles, qui avait prospéré tout au long du XVIIIe siècle jusqu'à la fin des guerres napoléoniennes en 1815,, et l'émigration à grande échelle est alors devenue endémique.
Comme l’écrivit Iain Mac Fhearchair, un poète gaélique de South Uist, à ses compatriotes obligés de quitter les Hébrides à la fin du XVIIIe siècle, l'émigration était la seule solution sauf à « sombrer dans l'esclavage », les Gaels ayant été injustement dépossédés par des propriétaires rapaces. Dans les années 1880, la bataille des Braes, une manifestation contre la loi d'éviction injuste des terres, amena l’instauration de la Commission Napier. Les troubles se sont poursuivis jusqu'à l'adoption de la loi de 1886 de préservation des petites exploitations écossaises (en).

## Économie

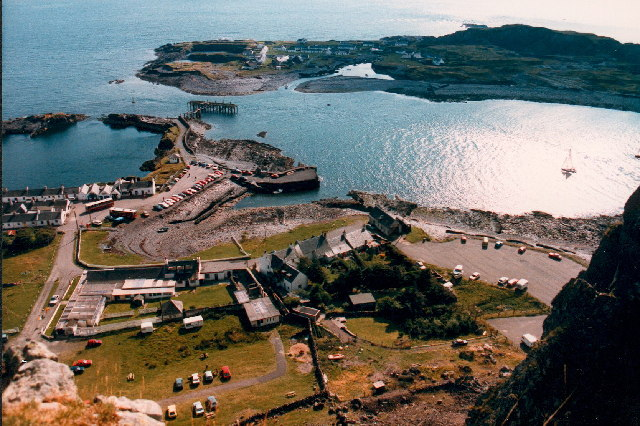
Carrières d’ardoise recouvertes par la mer sur Seil (premier plan) et Easdale dans les îles Slate.

Pour ceux qui étaient restés, de nouvelles opportunités économiques ont émergé : l'exportation de bétail, la pêche commerciale et le tourisme. Mais l'émigration et la carrière militaire étaient le choix de la plupart et la population de l'archipel a continué à diminuer à la fin du XIXe siècle et pendant la majeure partie du XXe siècle,. Malgré de longues périodes d'occupation continue, de nombreuses petites îles furent abandonnées.
Il y eut cependant des améliorations économiques progressives, dont la plus visible fut le remplacement de la traditionnelle Black house en toit de chaume par un habitat plus moderne et, avec l'aide de l’agence gouvernementale écossaise Highlands and Islands Enterprise, beaucoup d’îles ont vu augmenter leur population après des décennies de déclin. La découverte de gisements importants de pétrole en mer du Nord en 1965 et le secteur des énergies renouvelables en Écosse ont contribué à une stabilité économique relative au cours des dernières décennies. Par exemple, Arnish Yard, qui a eu un passé mouvementé et doit toujours être soutenu par le gouvernement, est un employeur important dans les industries du pétrole et des énergies renouvelables,.
Le courant d’immigration venant de Grande-Bretagne, en particulier de personnes ne parlant pas le gaélique, est de ce fait un sujet de controverse,.

## Culture

### Musique

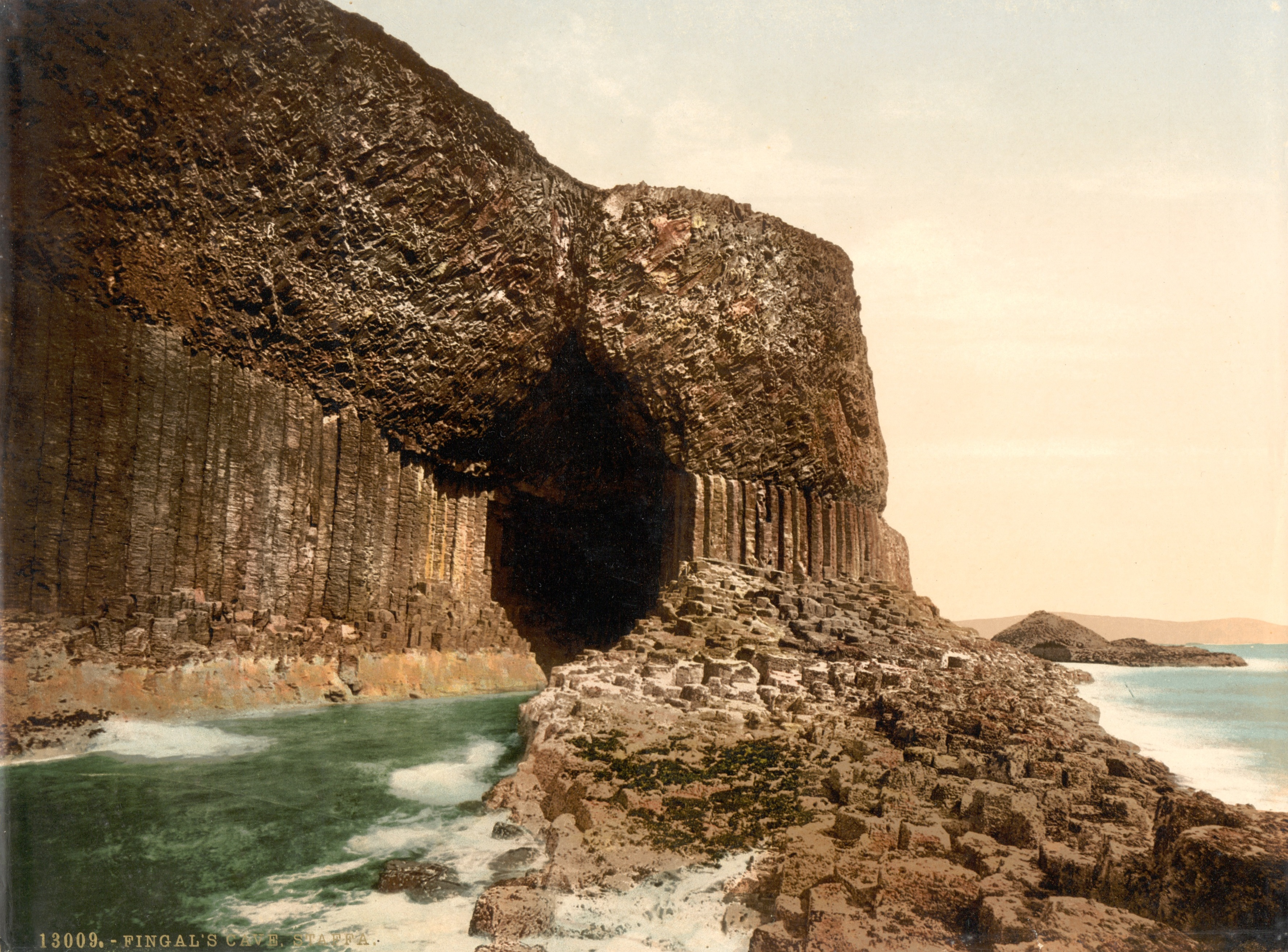
Entrée de la grotte de Fingal sur l’île de Staffa.

De nombreux musiciens gaéliques contemporains ont des racines dans les Hébrides, tels que Julie Fowlis de North Uist , Catherine-Ann MacPhee (en) de Barra, Kathleen MacInnes de South Uist et Ishbel MacAskill (en) de Lewis. Toutes ces chanteuses ont un répertoire basé sur la tradition des Hébrides, tel que le puirt à beul (genre grivois ou « yaourt ») et l’òran-luaidh. Cette tradition comprend de nombreuses chansons composées par des poètes peu connus ou anonymes d’avant 1800, tels que Fear a' Bhàta, Ailein Duinn, ò hì shiubhlainn leat et Alasdair mhic Cholla Ghasda. Plusieurs chansons du groupe Runrig s'inspirent de l'archipel. Calum et Ruaraidh Dòmhnallach ont grandi sur North Uist et Donnie Munro sur Skye.

### Littérature
Le poète gaélique Alasdair mac Mhaighstir Alasdair passa une grande partie de sa vie aux Hébrides et se référait souvent à elles dans sa poésie, notamment dans An Airce et Birlinn Chlann Raghnaill. La poétesse gaélique la plus connue de son époque, Màiri Mhòr nan Òran (Mary MacPherson (en), 1821-1898), incarna l'esprit des rébellions pour la défense des terres des années 1870 et 1880. Ceci, ainsi que sa puissante évocation des Hébrides (elle était de Skye), en fait un des poètes gaéliques les plus remarquables. Le poète Allan MacDonald (en) (1859-1905), qui a passé sa vie adulte sur Eriskay et South Uist comme prêtre catholique, a composé des hymnes et des vers en l'honneur de la sainte Vierge, de l'Enfant Jésus et de l'Eucharistie. Dans sa poésie profane, il a fait l'éloge de la beauté d'Eriskay et de ses habitants.
Au XXe siècle, Murdo Macfarlane (en) de Lewis a écrit Cànan nan Gàidheal, un poème bien connu sur le renouveau gaélique dans les Hébrides extérieures. Sorley MacLean, l'écrivain gaélique le plus respecté du XXe siècle, est né et a grandi sur Raasay, où se déroule l’action de son poème le plus connu, Hallaig, sur l'effet dévastateur des Highland Clearances. Aonghas Phàdraig Caimbeul, décrit par Sorley MacLean comme « l'un des rares poètes vivants et d’importance en Écosse, qui écrit dans n'importe quelle langue » (West Highland Free Press, octobre 1992) a grandi sur South Uist. Son roman en langue gaélique écossaise, An Oidhche Mus do Sheòl Sinn s’est classé dans le dix premiers des cent meilleurs livres d'Écosse.
Dans le roman Le Rayon-Vert de Jules Verne, l'histoire se déroule dans sa majeure partie dans les îles Hébrides.

### Cinéma et télévision
- La région autour de l’Inaccessible Pinnacle du Sgùrr Dearg (en) sur l’île de Skye a fourni le cadre du long métrage gaélique écossais Seachd[97]. Le scénario a été écrit par le romancier et poète Angus Peter Campbell, qui a également joué dans le film[96].
- An Drochaid est un long documentaire réalisé pour BBC Alba en gaélique écossais sur le combat mené pour supprimer le péage du pont de Skye[98],[99].
- La série de télévision Machair (en), entièrement en gaélique écossais et sous-titrée en anglais, a été tournée à Lewis. Elle est composée de 12 séries et de 150 épisodes de 25 minutes chacun. Elle a été produite et diffusée de 1993 à 1998 par la chaîne de télévision STV et écrite par Janice Hally et Peter May[100].

### Jeu vidéo
Le jeu vidéo Dear Esther, sorti en 2012 et développé par le studio The Chinese Room, se déroule sur une île sans nom de l'archipel des Hébrides.

### Dans la culture populaire
- La pièce Marie Rose (en) de J. M. Barrie est inspirée par une visite de vacances au château d'Amhuinnsuidhe qui a également écrit le scénario d’adaptation cinématographique de Peter Pan alors qu’il se trouvait sur Eilean Shona[101].
- George Orwell écrivit son célèbre roman 1984 dans les dernières années de sa vie (1947 à 1950) à Barnhill sur l’île de Jura[102],[103].
- Les Hébrides, également connue sous le nom de Grotte de Fingal, est une célèbre ouverture composée par Felix Mendelssohn lorsqu’il résida sur ces îles, et Granville Bantock composa la Hebridean Symphony.
- La chanson Ebudae de l’album Shepherd Moons d’Enya désigne le nom antique des Hébrides[104].
- L’action du film d'horreur britannique de 1973, Le Dieu d'osier, se situe sur une île fictive des Hébrides nommée Summerisle[105].
- L’action de la comédie romantique britannique, présentée au festival de Cannes 2011, The Decoy Bride (en) se situe sur une île fictive des Hébrides nommée Hegg[106].
- Peter May, scénariste de télévision et romancier écossais, auteur de roman policier, a commis une trilogie écossaise qui se déroule dans les îles Hébrides. Après avoir créé et produit une série télévisée, Machair , il écrit successivement L'île des chasseurs d'oiseaux (2010), L'Homme de Lewis (2011) et Le Braconnier du lac perdu (2012)[107]. Dans L'île du serment (2014), autre roman policier de Peter May, les ancêtres du commissaire Sime viennent des îles Hébrides, et plus précisément de Lewis.
- Dans la saga populaire Harry Potter, il existe deux espèces de dragons sauvages natives de Grande-Bretagne, dont l'une est nommée "Noir des Hébrides". C'est l'espèce la plus imposante et agressive des deux.

### Langues

Répartition géographique des locuteurs gaéliques en Écosse en 2011.

Durant la longue période de peuplement des Hébrides, les habitants ont parlé une grande variété de langues.
Il est admis que le picte a dû être la langue dominante au nord des Hébrides intérieures et dans les Hébrides extérieures,. Le gaélique écossais est arrivé depuis l’Irlande en raison de l'influence croissante du royaume de Dal Riada à partir du VIe siècle EC. et devint alors la langue dominante du Sud des Hébrides,. Pendant quelques siècles, la puissance militaire des Gall Gàidheal signifiait que le vieux norrois était dominant dans les Hébrides. Au nord d’Ardnamurchan, les noms de lieux qui existaient avant le IXe siècle ont presque tous disparu. L’appellation en vieux norrois des Hébrides pendant l’occupation viking était Suðreyjar, ce qui signifie les îles du Sud, par opposition à Norðreyjar, qui désignait les îles du Nord que sont les Orcades et Shetland.
Au sud d’Ardnamurchan, les noms de lieux gaéliques sont plus communs et après le XIIIe siècle le gaélique est devenu la langue principale de tout l'archipel des Hébrides. En raison du fait que le scots et l’anglais ont été utilisés dans le gouvernement et le système éducatif, les Hébrides ont été dans un état de diglossie depuis au moins le XVIIe siècle. Les Highland Clearances du XIXe siècle ont accéléré la conversion linguistique au détriment du gaélique écossais, tout comme l'augmentation des migrations et le continuel statut social inférieur des locuteurs gaéliques. Néanmoins, jusqu'à la fin du XIXe siècle les locuteurs gaéliques monolingues représentaient une population significative, et les Hébrides ont encore aujourd’hui le pourcentage le plus élevé de locuteurs gaéliques en Écosse. Cela est particulièrement vrai pour les Hébrides extérieures, où une faible majorité parle la langue,. Le college gaélique écossais, Sabhal Mòr Ostaig, est basé sur Skye et Islay.
Ironiquement, alors que les îles occidentales sont le dernier bastion de la langue gaélique en Écosse, le nom des îles dans cette langue, Innse Gall signifie « îles des étrangers », en référence à l’époque de la colonisation nordique.